# مقارنة بين برامج الفضاء الوطنية الآسيوية
تتنافس العديد من البلدان الآسيوية من خلال مجموعة من وكالات الفضاء وذلك بهدف تحقيق التقدم العلمي والتكنولوجي في الفضاء الخارجي. يُشار إلى هذا التنافس أحيانا باسم سباق الفضاء الآسيوي خاصة في وسائل الإعلام الشعبية؛ كما كان يُستعمل كمرجع في وقت سابق لوصف سباق الفضاء بين كل من الولايات المتحدة والاتحاد السوفيتي. وعلى شاكلة سباق الفضاء السابق؛ هناك مجمموعة من القضايا المطروحة في سباق الفضاء الحالي الآسيوي وتشمل الأمن القومي وهذا ما دفع العديد من الدول إلى إرسال أقمار صناعية وكذلك رحلات فضاء بشرية في مدار حول الأرض وخارجها.

## القوى الفضائية الآسيوية
من بين عشر دول تمكنت من إطلاق أقمار صناعية بشكل مستقل هناك ستة في قارة آسيا وحدها وهم: الصين، الهند، إيران، إسرائيل، اليابان ثم كوريا الشمالية.
أطلقت الصين أول مركبة فضائية مأهولة حيث دخلت المدار في تشرين الأول/أكتوبر 2003، مما يجعل الصين أول دولة آسيوية تتمكن من إرسال إنسان إلى الفضاء. أما الهند فمن المتوقع أن تُرسل إنسانا في رحلة فضائية بحلول عام 2020 كما من المتوقع أن يهبط أول هندي على سطح القمر بحلول عام 2030،  في حين لدى إيران واليابان خطط مستقلة وتجري في الوقت الحالي دراسات معمقة وتجارب عدة من أجل إرسال إنسان للفضاء عام 2020. هذا وتجدر الإشارة إلى أن الصين تنوي إرسال بعثة مأهولة من الأرض باتجاه القمر بحلول عام 2025 ثم إلى المريخ بحلول عام 2050.
عمومًا؛ تُعد كل من الصين والهند واليابان اللاعب الأساسي في برامج الفضاء في قارة آسيا حيث يُسيطر الثلاثي على معظم الإنجازات التي حُققت في هذا المجال، لكن وفي المقابل تتضاءل هذه الإنجازات عندما تتم مقارنتها بما حققه الاتحاد السوفياتي المنهار والولايات المتحدة على حد سواء، ويعتقد بعض الخبراء أن بعض الدول في قارة آسيا ستلحق عما قريب بالولايات المتحدة وستكتشف لنفسها عالم الفضاء الشاسع.
عندما أرسلت الصين أول بعثة فضائية مأهولة عام 2003، شعرت بعض الدول المجاورة بالقلق مما دفعها إلى الحدو حدوها؛ ومن هنا بدأت حكاية سباق الفضاء في المنطقة. ومع ذلك فلا زال موضوع السباق يُثير الجدل في الأوساط العلمية والأكاديمية؛ فمثلا تُعتبر اليابان أول دولة تمكنت من جلب عينة من كويكب إلى الأرض وبالرغم من ذلك تبقى الصين متفوقة عليها؛ ليس هذا فقط فلقد كان هناك صراع شديد بين كل من الصين والهند لمعرفة أي من هذين الدوليتن قادرة على إطلاق مسبار إلى القمر والعودة إلى الأرض مرة أخرى في أواخر عقد الـ 2000. هذا وتجدر الإشارة إلى أن الصين على سبيل المثال تُنكر أن هناك سباق فضاء آسيوي.
في كانون الثاني/يناير 2007 أصبحت الصين أول دولة في آسيا تتمكن من إرسال سلاح مضاد للأقمار الصناعية وذلك بهدف تدمير قمر الأرصاد الجوية في المدار القطبي. أدى هذا الأمر إلى انفجار ضخم إلى حد ما نجم عنه إرسال موجة من الحطام اندفعت في الفضاء لأكثر من 6 أميال في الثانية. وبعد حوالي شهر من الواقعة قامت منظمة استكشاف الفضاء اليابانية بالقيام بعدة تجارب تهدف إلى تمكين القيام بنقل للبيانات بسرعة عالية جدا وذلك من أجل استغلالها في المناطق النائية.
بعد نجاح الهند في تحقيق المدار الجغرافي الثابت؛ أطلقت منظمة البحوث الفضائية الهندية أول بعثة تحت اسم شاندرايان 1 وذلك في تشرين الأول/أكتوبر 2008، والتي استطاعت اكتشاف الماء المثلج على القمر. ثم عاودت الهند إطلاق بعثة ثانية في 5 تشرين الثاني/نوفمبر 2013 تحت اسم مانجاليان، وكان الهدف الأساسي هو اكتشاف المريخ ومعرفة تكوين الغلاف الجوي ثم محاولة الكشف عن غاز الميثان. أكملت المركبة الفضائية رحلتها في 24 أيلول/سبتمبر 2014 حيث دخلت المقصود مدار المريخ؛ مما يجعل الهند أول دولة آسيوية تنجح في تمرير مسبار في مدار المريخ والبلد الوحيد في التاريخ الذي نجح في ذلك من المحاولة الأولى. أصبح وكالة الفضاء الهندية رابع وكالة فضاء في العالم تتمكن من إرسال مركبة فضائية إلى المريخ بعد كل من ناسا، روسموس ووكالة الفضاء الأوروبية.
بالإضافة إلى زيادة الكبرياء الوطني، «تتقاتل» هذه البلدان من أجل دوافع أخرى من بينها تحسين مستوى المعيشة وإطلاق أقمار صناعية تساعد في تحسين الاتصالات والتنبؤ بالطقس وتساعد في القيام ببحوث مستقبلية.

### الصين
تتوفر الصين على برنامج فضاء مستقل؛ وبات لها القدرة على إرسال رحلات فضاء بشرية دون مساعدة من دول أجنبية أخرى. وضعت الصين مشروع تطوير برنامجها الفضائي نصب عينيها حيث بدأت بالأساس ثم نجحت فيه فانتقلت لتطوير البعثات المأهولة قبل أن تتمكن من إرسال الصواريخ طويلة المدى. وكانت الصين قد أطلقت اثنين من المركبات المدارية القمرية؛ تشانغ آه-1 وتشانغ آه-2. في 2 كانون الأول/ديسمبر 2013 أطلقت الصين صواريخ من طراز ثري بي على مثن تشانج آه 3 وذلك بهدف الهبوط على سطح القمر وفعلا نجحت في هذا لتُصبح بذلك ثالث دولة في العالم تفعل وتتمكن من ذلك، كما كان لها خطط بجلب عينات من القمر بحلول أواخر عام 2017 وبداية 2018.
شرعت الصين عام 2011 في تطوير برنامج لإنشاء محطة فضاء مأهولة، ثم بدأت تجاربها الفعلية من خلال إطلاق تيانقونغ-1 وتلاه تيانجونغ 2 عام 2016. وكانت الصين نفسها قد حاولت إرسال المسبار يون جيو-1 بالتعاون مع بعثة روسية لكن المسبار فشل في مغادرة مدار الأرض؛ ومع ذلك فإن الحكومة تُخطط لإطلاق مسبار جديد بحلول عام 2020 دون مساعدة من بعثة روسية أو أي بعثة أخرى. هذا وتجدر الإشارة إلى أن الصين تقوم بمشاريع تعاونية مع بعثات روسة، وأخرى برازيلية بالإضافة إلى وكالة الفضاء الأوروبية، وكانت قد أطلقت أقمار صناعية تجارية في بلدان أخرى. ويُشير بعض المحللين تشير إلى أن برنامج الفضاء الصيني مرتبط بشكل مباشر وغير مباشر بجهود الأمة في تطوير تكنولوجيا عسكرية متقدمة.
يُعزي التقدم التكنولوجي الكبير في الصين إلى تكامل مختلف الخبرات التكنولوجية ذات الصلة، فمثلا تقوم الصين بين كل فينة وأخرى بإسال سلسلة أقمار صينية الطراز تُحاول من خلالها اختبار دخول الغلاف الجوي. منذ 1990 والصين تُحاول وتقوم بعشرات التجارب التي أكسبتها المزيد من الخبرات ومكَّنتها من تحقيق نسبة نجاح عالية خاصة في السنوات العشرون الأخيرة. تهدف الصين إلى الوصول إلى تطور علمي «رهيب» خاصة في مجالات مثل الطاقة الشمسية والفضاء، وكانت علماء فضاء الصين قد نجحوا من خلال المركبة الفضائية شنتشو 7 في النشاط خارجها وذلك بحلول أيلول/سبتمبر 2008، كما نجحت المركبة الفضائية المأهولة شنتشو 9 في الالتحام بمركبة فضائية أخرى في حزيران/يونيو 2012؛ وعلاوة على ذلك أصبحت تشانغ-آه 2 أول مركبة تصل للشمس من الأرض وذلك في أغسطس/آب 2011، كما تُعرف الصين اليوم باعتبارها أول من أرسلت مسبارا لاستكشاف كويكب 4179 توتاتيس. في عام 2015 أطلقت الصين مسبارا آخر هو الأكثر قدرة على استكشاف المادة المظلمة في الفضاء حتى الآن وبعدها بعام أرسلت القمر الاصطناعي لعلوم الكم.

### الهند
بدأت رغبة الهند في السفر إلى الفضاء منذ وقت مبكر وبالتحديد عام 1960، حيث أطلق العلماء صاروخ فضاء حمل اسم نايك-أباتشي الصواريخ من ولاية كيرالا. يقود فيكرام سرابهاي برنامج الفضاء الهندي ويُركز فيه على الاستخدامات العملية لمزايا الفضاء من أجل تحسين مستوى المعيشة. وكانت الهند قد وضعت مجموعة من أجهزة الاستشعار عن بعد بالإضافة إلى إرسالها أقمار صناعية تمركزت في المدار.
يُعتبر راكيش شارما أول هندي سافر للفضاء على متن مسبار سويوز تي-11 الذي أطلق في 2 نيسان/أبريل 1984 وذلك بمساعدة من الاتحاد السوفياتي.
بعد أيام قليلة فقط من تمكن الصين من إرسال بعثات مأهولة نحو الفضاء؛ قالت الهند إنها ستفعل ذلك أيضا حيث توعدت الحكومة الهندية بإرسال الإنسان نحو الفضاء في النصف الثاني من عام 2003، وكان رئيس الوزراء الهندي أتال بيهاري فاجبايي قد حث علنا علماء بلاده على العمل والعمل الجاد من أجل إرسال رجل إلى القمر. وبالفعل تمكنت الهند من إرسال أول مسبار ناجح لها باتجاه القمر في تشرين الأول/أكتوبر 2008، ثم خططت لإرسال بعثة على مثن قمر ثاني وذلك بحلول عام 2018.
أطلقت منظمة البحوث الفضائية الهندية مسبار مانجاليان في 5 تشرين الثاني/نوفمبر 2013، وتمكن المسبار من دخول مدار المريخ بنجاح في 24 أيلول/سبتمبر 2014. وتُعتبر الهند الأولى من نوعها في آسيا والرابعة في العالم التي تتمكن من إرسال بعثة ناجحة نحو المريخ، بل تُعتبر أقل دولة من حيث الإنفاق على مثل هذه الرحلات حيث كلفتها أقل من 74 مليون دولار.
تُحاول منظمة البحوث الفضائية الهندية جاهدة إعادة إدخال التكنولوجيا ومحاولة استغلالها لتطوير الدولة في مختلف المجالات وكانت المنظمة قد تمكنت من إطلاق أزيد من 175 مسبار فضائي بمساعدة حوالي 20 دولة بما في ذلك الولايات المتحدة، ألمانيا، فرنسا، اليابان، كندا والمملكة المتحدة وقد أكسبها كل هذا الاحتكاك خبرة كبيرة في تكنولوجيات الفضاء.
في حزيران/يونيو 2016 سجلت الهند رقما قياسيا جديدا من خلال إطلاق 20 قمرا صناعيا في آن واحد. وتعد بعثة بي إس إل في إس (بالإنجليزية: PSLVs)‏ واحدة من أنجح البعثات التي أُطلقت نحو الفضاء حيث تمكنت من القيام بـ 35 مهمة ناجحة (من أصل 39) وذلك بحلول شباط/فبراير من عام 2017، وبالتالي فإند نسبة نجاح البعثة يقرب من الـ 90%، لكن الهند تمكنت مؤخرا (تحديدا في 15 شباط/فبراير 2017) من تحطيم هذا الرقم القياسي العالمي وذلك عقب إطلاقها لـ 104 قمرا صناعيا خلال البعثة بي إس إل في-سي 37 (بالإنجليزية: PSLV-C37)‏. تُشير التقارير الأخيرة إلى أن رحلات الفضاء البشرية سوف تحدث بعد عام 2017 بكثافة؛ وستلعب دولة الهند دورا مهما في كل هذا.

### اليابان

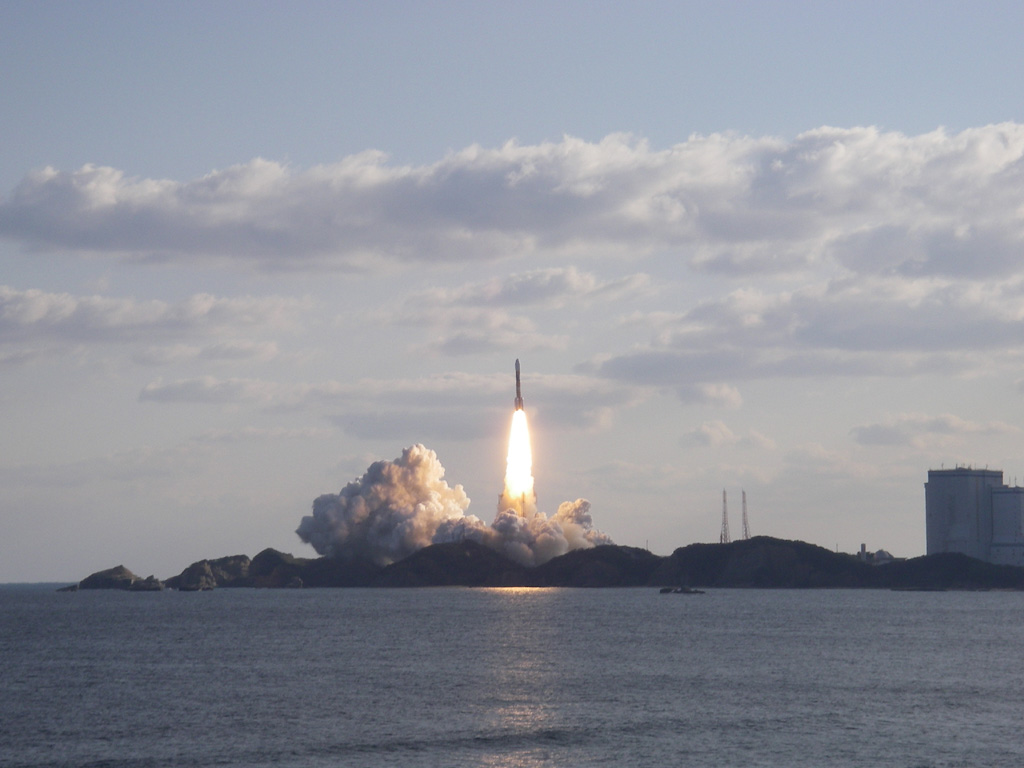
إطلاق مركبة فضائية من مركز تانيغاشيما الفضائي في اليابان

تتعاون اليابان مع الولايات المتحدة بشأن الدفاع الصاروخي منذ عام 1999، فالتجارب النووية والبرامج العسكرية الصينية والكورية الشمالية تمثل مشكلة خطيرة بالنسبة للعلاقات الخارجية لدولة اليابان. لذلك فهي تعمل على تطوير قُدراتها في الفضاء من أجل تطوير منظومتها العسكرية والمدنية والاستفادة من تقنيات تطوير أنظمة الدفاع الصاروخي. تُخطط اليابان لإرسال جيل جديد من أقمار التجسس العسكرية كما تُخطط لإقامة محطات مأهولة على سطح القمر. بدأت اليابان في بناء أقمار التجسس بعد كوريا الشمالية التي أثارت نزاعا شديدا عقب إطلاقها صاروخا من طراز بايكتوسان على اليابان عام 1998؛ وكانت الحكومة الكورية الشمالية قد ادعت أن الصاروخ مجرد قمر صناعي كان من المقرر إرساله نحو الفضاء فأخطأ المسار لكن حكومة اليابان لم تُصدق كل هذه التفسيرات واتهمت كوريا بمحاولة التجسس عليها واختراق خصوصيتها مما دفع البلدان نحو سباق تسلح جديد لا زال قائما حتى اللحظة. ينصُّ الدستور الياباني الذي اعتُمد بعد الحرب العالمية الثانية على أن الأنشطة العسكرية يجب أن تبقى في حدود العمليات الدفاعية. في أيار/مايو 2007 دعا رئيس الوزراء شينزو آبي الشعب لمحاولة مراجعة الدستور الياباني على أن تأخذ دورا أكبر في الأمن العالمي وتعزز إحياء الاعتزاز الوطني. بعد وقت قصير من دخول اليابان لهذا المجال أصبحت قريبة من الدول الرائدة خاصة في موضوع إرسال المركبات الفضائية المأهولة. طوَّرت اليابان برنامجا فضائيا لكنها أجلته لسبب من الأسباب؛ ويعكف رواد الفضاء في اليابان على تصميم نظام إطلاق قابل لإعادة الاستخدام كما يُحاولون تطوير مهاراتهم في الإقلاع والهبوط العمودي. في ظل كل هذا التسرع نحو اكتشاف الفضاء؛ نجح خبراء اليابان في منظمة استكشاف الفضاء اليابانية (جاكسا) في إنشاء مركبة فضائية مأهولة ينوون إطلاقها بحلول عام 2025 كجزء من مشروع ياباني يعتزم إرسال بعثة مأهولة إلى القمر. كما تعتزم جاكسا إرسال مخلوق آلي ذو بنية بشرية مثل الأسيمو إلى القمر.

## قوى فضائية صاعدة

### إيران

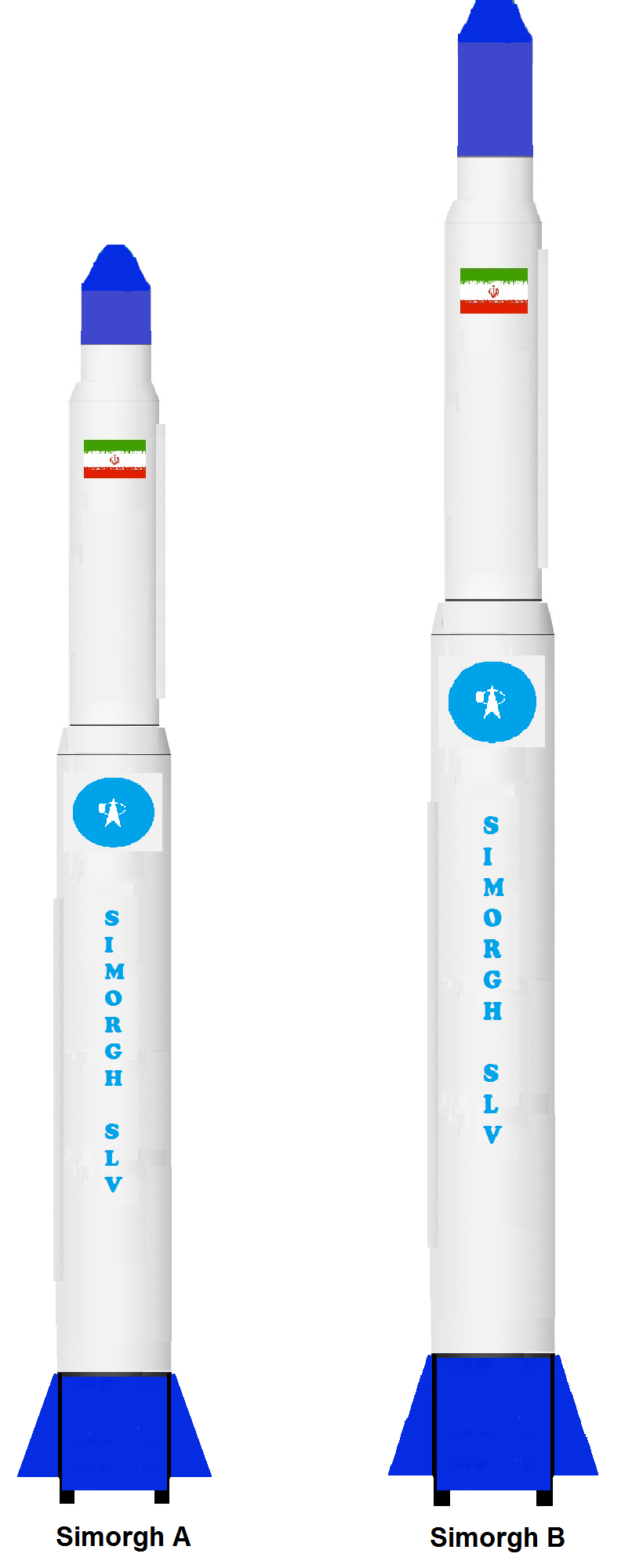
صاروخ سيمرغ إيراني الصنع

طوَّرت إيران مركبة فضائية خاصة بنية إطلاقها باتجاه الأقمار الصناعية وقد أسمتها سفير 2 وذلك في إطار تطويرها للصواريخ من طراز شهاب ضمن سلسلة الصواريخ الباليستية متوسطة المدى. ذكر التلفزيون الإيراني بتاريخ 2 شباط/فبراير من العام 2009 أن إيران تمكَّنت من صنع أول قمر صناعي محلي الصنع تحت اسم أميد (كلمة فارسية تعني «الأمل») وقد أُطلق بنجاح في مدار منخفض حول الأرض عن طريق النسخة الثانية من الصاروخ الإيراني «السفير». تزامن الإطلاق مع مرور 30 عاما على الثورة الإيرانية. وتعكف إيران في الوقت الحالي على تطوير مجموعة جديدة من صواريخ سيمرغ.

### إسرائيل
أصحبت إسرائيل عاشر دولة في العالم تبني مركبة فضائية خاصة بها وتُطلقها مع قاذفة في 19 أيلول/سبتمبر 1988. عمومًا أطلقت إسرائيل أول قمر صناعي تحت اسم أفق (النسخة الأولى منه) وذلك باستخدام قاذفة إسرائيلية؛ جذير بالذكر أن القمر الصناعي تم إطلاقه على ثلاث مراحل. بدأت إسرائيل سباقها نحو اكتشاف الفضاء بدعم من حليفتها الولايات المتحدة في ظل وجود دول أخرى في قارة آسيا كانت ولا زالت تُشكل عليها خطرا لعل أبرزها إيران؛ وقد بدأ زحف إسرائيل نحو هذا المجال منذ عام 1983 أي منذ إنشاء وتأسيس وكالة الفضاء الإسرائيلية تحت رعاية وزارة العلوم. لكن وفي المقابل فالباحثين ورواد الفضاء العاملين تحت لواء إسرائيل (ليس من الضروري أن يكونوا جميعا إسرائيليين) كانوا قد بدأوا أبحاثهم في الجامعات منذ عام 1960. منذ ذلك الحين والجامعات ومعاهد البحوث في القطاعين الخاص أو العام تعملان على اكتشاف ما خارج الأرض بدعم وتمويل من وكالة الفضاء الإسرائيلية مما أكسب إسرائيل بعض التقدم في هذا المجال. وكانت الوكالة قد نظمت العمل ودعمت المشاريع الأكاديمية ومشاريع الفضاء كما حاولت تنسيق الجهود من خلال بدء وتطوير العلاقات الدولية والمشاريع التي تنطوي على هيئات مختلفة كما حاولت الدولة خلق وعي عام بأهمية التنمية في مجال الفضاء.

### كوريا الشمالية
قضت كوريا الشمالية سنوات عدة في مجال تكنولوجيا الصواريخ مما أكسبها ثقة كبيرة ومعلومات أكثر؛ وقد حاولت نقل خبرتها إلى باكستان وغيرها من البلدان. في 12 كانون الأول/ديسمبر من العام 2012 أرسلت كوريا الشمالية أول قمر صناعي لها باتجاه المدار حيث أطلقت قمرا من طراز كوان ماينسونغ-3 (بالإنجليزية: Kwangmyŏngsŏng-3)‏.
في 12 آذار/مارس 2009؛ وقَّعت كوريا الشمالية معاهدة الفضاء الخارجي كما وقعت على اتفاقية التسجيل، وذلك بعيد إعلانها السابق عن استعداداتها لإطلاق كوان ماينسونغ-2:
1. أطلقت في 31 آب/أغسطس 1998 كوان ماينسونغ-1
2. أطلقت كوان ماينسونغ-2 في 5 نيسان/أبريل 2009؛ لكن هذا الإطلاق أثار بعضا من الجدل حيث استنكرت معظم دول العالم هذا الحدث وأكدت الكثير منها على أن كوريا الشمالية لم تُطلق القمر بل ادَّعت ذلك لتحظى بثقل دولي؛ لكن وفي المقابل فالولايات المتحدة وكوريا الجنوبية تعتقدان أن كوريا الشمالية فعلا قامت بهذه التجربة ولا زالت تقوم باختبارات عسكرية وتُطور صواريخاً باليستية.

تُدير اللجنة الكورية لتكنولوجيا الفضاء البرنانج الفضائي لكوريا الشمالية وذلك بزعامة كل من موسودان-ري وتونج تانج-دونج؛ وكانت اللجنة الكورية قد نجحت في إطلاق صاروخ من طراز بايكتوسان-1. في عام 2009 أعلنت كوريا الشمالية عدة مشاريع متعلقة بالفضاء ستُنجزها في المستقبل القريب بما في ذلك الرحلات الفضائية المأهولة.

### كوريا الجنوبية
تُعتبر كوريا الجنوبية أحدث لاعب في سباق الفضاء الآسيوي. في آب/أغسطس 2006 أطلقت كوريا الجنوبية أول قمر صناعي فضائي عسكري يحمل اسم ميغانغاوا-5 (بالإنجليزية: Mugunghwa-5)‏ وذلك باتجاه المدار المتزامن مع الأرض وكانت مهمة القمر مراقبة الجارة كوريا الشمالية ومحاولة جمع كل المعلومات عمَّا تقوم به. جذير بالذكر أن الحكومة الكورية الجنوبية تنفق مئات الملايين من الدولارات في تكنولوجيا الفضاء حيث كان من المقرر إطلاق أول قاذفة باتجاه الفضاء تحمل اسم نارو-1 عام 2008؛ لكن ذلك لم ينجح وبرَّرت حكومة كوريا الجنوبية «الفشل» بأسباب تجارية من بينها التكلفة الغالية. ترى كوريا الجنوبية أن كوريا الشمالية تُشكل خطرا على أمنها القومي خاصة أن هذه الأخيرة لا تنفك من القيام بتجارب خطيرة على مقربة الجارة الجنوبية؛ وكانت هذه الأخيرة قد حذرت مرارا وتكرارا من الميناء الفضائي المملوك لكوريا الشمالية والذي تراه أمرا بالغ الخطورة بالنسبة لها.
يُعد لي سو ين أول رائد فضاء كوري جنوبي «طار» باتجاه الفضاء؛ وبعد نجاح ذلك اكتسبت كوريا الجنوبية الثقة في دخول سباق الفضاء الآسيوي. بعد الانتهاء من بناء مركز نارو الفضائي ستتجه كوريا الجنوبية نحو بناء أقمار صناعية وصواريخ متقدمة بالاعتماد على التكنولوجيا المحلية. وتسعى كوريا الجنوبية إلى تطوير برنامجها الفضائي من أجل الدفاع عن شبه الجزيرة الكورية مقابل التقليل من اعتمادها على الولايات المتحدة.

### باكستان
بدأت باكستان متابعة تكنولوجيا الفضاء في 16 أيلول/سبتمبر عام 1961 وذلك عقب تأسيس وكالة الفضاء الباكستانية (سوباركو) التي تم إنشائها بمساعدة من مفوضية أبحاث الغلاف الجوي والفضاء وبزعامة الفيزيائي الشهير عبد السلام الذي عُين كأول مسؤول عنها.
في أيامها الأولى، بحثت سوباركو بحثت تطوير الوقود الصلب كما قامت بتجربة صواريخ السبر وقد ساعدتها الولايات المتحدة في تحقيق كل ذلك.
في 7 حزيران/يونيو 1962 ومع إطلاق صاروخ ريهبار؛ باتت باكستان عاشر دولة في آسيا تتمكن بنجاح من إطلاق مركبات فضائية غير المأهولة. جذير بالذكر أيضا أن هذا الصاروخ تم تطويره من قبل فريق من العلماء والمهندسين من القوات الجوية الباكستانية بقيادة العميد (العميد) باسمجوزيف ماريان تورويسز بالتعاون مع ناسا. غيَّرت بعد ذلك سوباركو من نهجها حيث اتجهت للعمل على الطائرات بدون طيار وكيفية استغلالها من أجل برامج الفضاء واستمرت في هذا المجال حتى عام 1972، حيث أطلقت ما يقرب من 20 قمرا بنجاح. تعرضت سوباركو لنكسات عدة خاصة ما بين 1970 و1980؛ حيث تأخرت في تطوير وإطلاق صاروخ باكستاني محلي الصنع حتى عام 1990 ولم يتم إطلاقه من باكستان بل من الصين.
اللجنة الباكستانية أطلقت قمر صناعي ثاني باسم بدر-ب عام 2001 من مركز بايكونور الفضائي باستخدام الحاملة الأوكرانية زينيت-2؛ ثم أطلقت ثالثا حمل اسم باكسات-1 إر عام 2011 وذلك بمساعدة من الصين أيضا. تُشارك حاليا سوباركو في تطوير الأقمار الصناعية والاستشعار عن بعد والتي من المقرر إطلاقها في عام 2030 ويفترض أن يكون مركز الإطلاق من الصين.

### بنغلاديش
تتوفر بنغلاديش على مخطط لتطوير الأقمار الصناعية وكانت قد أطلقت في وقت سابق قمرا يُدعى بانغاباندو-1 (بالإنجليزية:  Bangabandhu-1)‏ باتجاه الفضاء؛ وهنا تجدر الإشارة إلى أن القمر قد تم شراؤه من الخارج لا بتطوير محلي.
تعمل بنغلاديش كثيرًا على تطوير الاتصالات الساتلية، وكانت وكالة الفضاء البنغلاديشية تعتزم إطلاق أقمار صناعية بعد عام 2020؛ إلا أن حكومة بنغلاديش قد شدَّدت على أن البلاد تسعى أن تكون لها مكانة ودور في اكتشاف الفضاء وأن كل تجاربها ستبقى «سلمية تماما».

### دول أخرى
تعمل إندونيسيا على تطوير أقمار صناعية تقتنيها من الخارج؛ كما تعتزم على تطوير واستخدام أقمار مُميزة خاصة بالدولة وصغيرة المساحة من طراز بينغور ببتان -420.
هناك أيضا دولتي ماليزيا وتركيا اللتان تعملان على تطوير منظومتهما الفضائية ومحاولة منافسة الدولة المبتدئة في هذا المجال من خلال تطوير أقمار صناعية خاصة وقاذفات في المستقبل القريب بالإضافة إلى بعثات مأهولة.
اعتبارا من عام 2012؛ بدأت تركيا في تصنيع الأقمار الصناعية العسكرية، ثم نجحت القوات الجوية التركية عام 2013 في إنشاء أول قمر تركي مملوك بالكامل للدولة؛ وباتت تركيا اليوم قادرة على الحصول على صور _من خلال الأقمار الصناعية_ لكل مساحة بجودة 2 بكسل؛ مما يجعل تركيا ثاني دولة في العالم تستطيخ الوصول لهذه النتيجة بعد الولايات المتحدة.